# Alain Deneef
 (septembre 2013).
Alain Deneef (né à Bruxelles le 26 mars 1960) est un entrepreneur belge, un spécialiste en questions urbaines et un animateur de coalition. Il est candidat en 5e position sur la liste Les Engagés pour les élections régionales à Bruxelles le 9 juin 2024.
En tant qu'expert de questions urbaines et de société civile, il est le fondateur et président (2005-2018), aujourd'hui secrétaire général, d’Aula Magna, un groupe de réflexion bruxellois créé en 2005. Il a contribué à lancer et coordonner en 2008 la Plateforme de la société civile bruxelloise, elle-même à l’origine des États généraux de Bruxelles, une action pour mobiliser la société civile autour de l'avenir de Bruxelles. Cette action a gagné la récompense flamande Prijs voor de Democratie (nl) en juillet 2010. Aula Magna a publié en 2019 un livre Demain Bruxsels. Une vision pour libérer notre ville.
Il a occupé des positions de direction chez Canal+ Belgique (maintenant BeTV), Belgacom, (maintenant Proximus) et la Société nationale des chemins de fer belges (SNCB), et des postes d’administrateur chez BT Belgium, CIT Blaton et Carmeuse.
Il a été de 2013 à 2017 l'Intendant de Brussels Metropolitan, une coalition des employeurs belges au niveau fédéral (Fédération des entreprises de Belgique (FEB-VBO)) et au niveau régional (Brussels Enterprises Commerce and Industry (BECI), VOKA et Union wallonne des entreprises (UWE)).
Il a conseillé l’asbl Up4North qui regroupe une dizaine de grands propriétaires immobiliers du quartier Nord et vise à redynamiser ce quartier d’affaires de Bruxelles.
Il remplit la fonction de Président du Fonds Quartier Européen, fonds d'entreprise géré par la Fondation Roi Baudouin, qui a pour mission de créer des ponts entre les acteurs publics et privés dans le quartier européen à Bruxelles. En lien avec le Fonds, il est impliqué comme président au sein de l’association European Quarter Area Management Association (EQuAMA), dont l’objet est d'animer les espaces publics et de créer des événements dans ce quartier de Bruxelles. Dans le domaine sportif, il est secrétaire général de la European Sports Academy, qui vise à créer un centre d’excellence pour l’élite sportive belge et européenne et du Urban Youth Games qui organise des parcours d'inclusion sociale en recourant au vecteur du sport.
Il a occupé ou occupe des fonctions de responsabilité dans un certain nombre de cercles, d'associations ou de mouvements. Il fut notamment président du chapter bruxellois du :en:Young Presidents' Organization(YPO) et est actuellement membre du World Presidents Organization (WPO). Il est membre du Rotary Club de Bruxelles et du Cercle Gaulois.
Il a également présidé l'association des anciens élèves du Collège Saint-Michel (Bruxelles). De 2013 à 2022, il a été président de l’Union mondiale des anciens élèves des Jésuites (WUJA). Il est aussi président du pouvoir organisateur du nouveau collège jésuite Matteo Ricci qui a ouvert ses portes en septembre 2019 à Anderlecht.
En relation avec la construction européenne, il est président du mouvement fédéraliste européen Stand Up for Europe et de Jubel, premier festival de démocratie européenne, organisé à Bruxelles.
Il est aussi le président de StamEuropa, maison du dialogue démocratique entre citoyens bruxellois et européens et l'écosystème européen.
Impliqué dans la défense des réfugiés et des migrants, il est administrateur du Jesuit Service Belgium et du Migration Policy Group.
Il a fondé une maison d'édition, Prosopon Éditions SA, qui a publié le Dictionnaire d'Histoire de Bruxelles, et dont la mission est de rassembler, de traiter et de valoriser des données historiques, géographiques et sociologiques, en les stockant dans des bases de données et en les diffusant sur des supports divers.
Il a poursuivi ses études à l'Université libre de Bruxelles (ULB), où il a obtenu en 1984 un diplôme d’ingénieur commercial auprès de la Solvay Brussels School of Economics and Management, ainsi qu’une licence en droit et un premier cycle en philosophie. Il est également maître en Histoire de la même université (2017).
Il parle couramment français, néerlandais, anglais et allemand. Il vit à Bruxelles avec ses deux enfants et leur mère.
Il est candidat en 5e position sur la liste Les Engagés pour les élections régionales à Bruxelles le 9 juin 2024.